# Pristimantis aureoventris
Pristimantis aureoventris es una especie de anfibios de la familia Craugastoridae.

## Distribución geográfica y hábitat
Es endémica del tepuy Wei-Assipu (Guyana)  en donde también  hace parte la reclamación venezolana de la guayana esequiba (Venezuela )y del cercano tepuy Roraima (Guyana y Brasil). Su rango altitudinal oscila entre 2210 y 2305 m s. n. m..